# Восстание шести гарнизонов
Восстание шести гарнизонов — восстание, начатое солдатами шести гарнизонов государства династии Северная Вэй в 524 году в эпоху Северной и Южной династий в Китае.

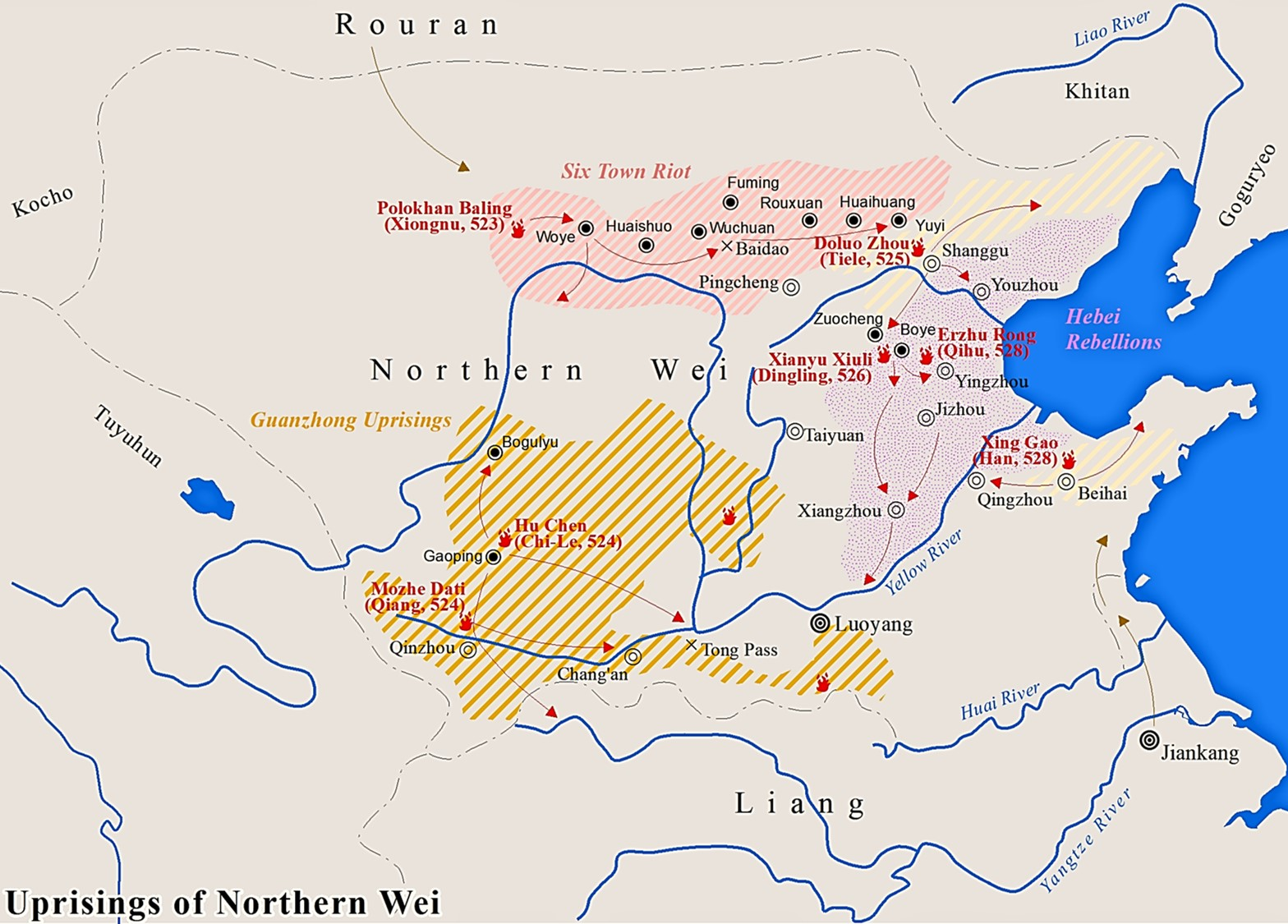
Восстание шести гарнизонов (розовая штриховка)

Под «шестью гарнизонами» подразумевались шесть приграничных наместничеств: Хуайшо, Учуань, Фумин, Жоусюань, Войе и Хуайхуан. Для защиты приграничных земель в районе Великой китайской стены вэйские власти создали шесть наместничеств (чжэнъ), которые возглавили «военачальники-администраторы» (чжэнъду-дацзян). Назначения на эти должности получили выходцы из тобийской знати, которые не входили в столичные круги и болезненно воспринимали китаизацию страны. Население наместничеств составили коренные тоба, превратившиеся в военных поселенцев на захолустной периферии государства, которое они прежде считали своим. Там обитало и немало представителей других народностей, в свое время покоренных тобийцами. В результате шесть наместничеств превратились в военный анклав, где господствовали оппозиционные настроения. Эти наместничества использовались вэйской властью для сопротивления вторжениям жужаней с севера, подавления восстаний и защиты от нападений с юга.
Во время правления императора Сяомина в «шести гарнизонах» на протяжении многих лет царили засуха и голод. В апреле 523 года жужаньский каган Анагуй вторгся в Северную Вэй с целью грабежа, захватив множество скота. По тревоге подняли войска наместничеств, направив их в погоню за Анагуем. Некомпетентное командование, недостаток продовольствия — порой солдаты просто голодали, — да и явное нежелание рядовых и офицеров гоняться по степи за кочевниками привели к полному провалу операции и всеобщему возмущению обитателей наместничеств. В марте 524 года они восстали. Их руководителем стал хунну По Лю Хань Балин. Повстанцы быстро захватили Войе, затем двинулись на север и заняли Учуань и Хуайшо. Видя, что восстание достигло первоначального успеха и что он может завоевать поддержку народа, По Лю Хань Балин решил повести свои войска в наступление на юг и свергнуть режим Северной Вэй.
Посланная правительством против повстанцев армия Юань Юя в мае была разбита в Уюане (ныне к северо-западу от Баотоу, Внутренняя Монголия), а затем По Лю Хань Балин воспользовался победой и разгромил генерала Ли Шужэня в Байдао (ныне к северо-западу от Хух-Хото, Внутренняя Монголия). В июле По Лю Хань Балин снова разгромил армию Цуй Сяня в Байдао; затем он объединил свои силы, чтобы атаковать армию Ли Чуна. Ли Чун потерпел поражение и был вынужден отступить в Юньчжун (ныне северо-запад Хух-Хото, Внутренняя Монголия ). В августе все шесть наместничеств были заняты восставшими.
К октябрю двор Северной Вэй оказался в тупике и больше не мог собрать армию. В отчаянии ему пришлось, с одной стороны, издать указ племенным вождям с требованием организовать войска для защиты императора, а с другой стороны, пообещать щедрые дары и обратиться за помощью к своему старому врагу и всегда презираемому жужанскому кагану Анагую, который с войском в 100 000 человек начал карательную экспедицию против повстанцев и двинулся с запада Учуаня на город Войе.
Вэйское правительство также снова набрало армию и отправило её под командованием Юань Юаня из Пинчэна для наступления на Хуайшо. В июне 525 года По Лю Хань Балин повел свою армию армию Юань Юаня, которая укрепилась в Уюане, но попал в засаду и был вынужден отступить. В то же время Юй Цзинь убедил более 30 000 человек племени Чи-Лэ (Те-Лэ) предать По Лю Хань Балина и сдаться. Юань Чэнь также изменил стратегию и начал бить восставших по частям и уговаривать сдаться. По Лю Хань Балин повел свои войска на перехват, но по пути попал в засаду Юань Юаня и был вынужден бежать на север. Неожиданно на них вскоре напала многочисленная жужанская конница и разбила. Боевой дух повстанцев начал падать, некоторые отряды землевладельцев и солдаты восставших гарнизонов переходили на сторону правительства и даже нападали на восставших.
У По Лю Хань Балина не было иного выбора, кроме как вместе с несколькими верными последователями пересечь реку Бэйхэ (ныне река Уга во Внутренней Монголии ) и бежать. К концу 525 года восстание шести гарнизонов было подавлено.
Власти переселили 200 000 пленных повстанцев и жителей шести наместничеств в более южные районы, в три префектуры Цзи, Дин и Ин (ныне Цзичжоу, Динчжоу и Хэцзянь в провинции Хэбэй) — там власти надеялись установить над ними строгий контроль. Через два месяца на северо-западе Хэбэя, где находилась штаб-квартира выводимых войск, вспыхнуло новое восстание, в скором времени охватившее весь северо-восток страны, которое было усмирено только в 530 году.